# قناديل ملك الجليل (رواية)
قناديل ملك الجليل رواية من سلسلة روايات ملحمة الملهاة الفلسطينية للأديب العربي الفلسطيني إبراهيم نصر الله. صدرت الرواية لأوّل مرة عام 2011 عن الدار العربية للعلوم ناشرون. وبصدور هذه الرواية تكون الملهاة الفلسطينية قد غطت مساحة زمنية روحية ووطنية وإنسانية على مدى 250 عاما من تاريخ فلسطين الحديث. تُرجمت الرواية إلى اللغة الإنجليزية، ودخلت في القائمة الطويلة للجائزة العالمية للرواية العربية لعام 2012, المعروفة بجائزة «بوكر».

## ترتيب الرواية في سلسلة الملهاة الفلسطينية
حسب ترتيب التسلسل التاريخي لأحداث روايات الملهاة الفلسطينية، فإن رواية «قناديل ملك الجليل» كحدث زمني تأتي على رأس روايات الملهاة الفلسطينية وقبل أحداث رواية زمن الخيول البيضاء.

## زمن ومكان أحداث الرواية
«قناديل ملك الجليل» ترتحل بعيدًا في الزمن الفلسطيني، حيث أنها تبدأ نهايات القرن السابع عشر وتغطي القرن الثامن عشر بأكمله تقريبًا، (1689-1775)، وتبحث عن أسس تشكّل الهوية والذات الإنسانية في فلسطين، هذه المنطقة الممتدة ما بين البحرين: بحر الجليل (طبرية)، وبحر عكا.

## حول الرواية
جاء في مقدمة الرواية:
| قناديل ملك الجليل (رواية) | أنا لا يعنيني ما تؤمن به, يعنيني ما تفعله بهذا الإيمان. | قناديل ملك الجليل (رواية) |

## ترجمة الرواية
تُرجمت هذه الرواية إلى اللغة الإنجليزية حيث صدرت عن منشورات الجامعة الأمريكية في القاهرة، وقد قامت بترجمتها المترجمة الأمريكية «نانسي روبرتس».

## شعرية اللغة السردية في الرواية
ظهرت في جوانب مختلفة منها العناوين الفرعية والأحداث التاريخية التي قامت عليها الرواية كانت قادرة على توضيح الأسلوب السردي فيها الذي قام بها إلى حيز الخطاب الأدبي وفضاءه الخاص. تتضح في النماذج التالية كما ذكرت بالدراسة:
- الظل الشاسع والمرأة الحافية – دفن عمر الزيداني وبروز شخصية نجمة.
- يوم بعيد وسيف مهزوم – ولادة ظاهر وعدم قبوله الرضاعة بعد موت أمه، والإحباط الذي عاناه والده.
- سهل واسع وغزلان هاربة – حرب البعنة.
- الصيد الوحشي والفتى المطارد – ظهور بشر وانقاذه من عمر الزيداني
- نيران وشتائم طائرة حصار البعنة وشتم ظاهر للوزير العثماني.

## تصنيف الرواية
تصدر هذه الرواية عن رؤية في التاريخ، إذ يربط الرواية بالتاريخ بطريقة توثيقية واضحة، ويكشف عن دوافعه وأهدافه من كتابة عمله، وهو ما يحقق جانب الرواية التاريخية. وهذا كله يؤكد ضرورة الكشف عن حقيقة النوع الأدبي للرواية الذي توزع بين: فن الرواية، والملهاة، والتاريخ.

## الخطاب السردي والقصة التاريخية
تتشكل الرواية بين الأدب والتاريخ، وهو ما يمكن بحثه من جهتين:
الأولى: تتشكل بنية الرواية ًبحسب علم السرد من بنيتين: بنية القصة أو التاريخ والتي تقع في إطار الحالة التاريخية لظاهر العمر الزيداني والأحداث التي وقعت في الفترة الزمنية (1689-1775م)، وبنية السرد أو الخطاب، وهي تشمل جميع المقومات التي يضيفها الكاتب إلى القصة، شأنها في ذلك شأن أي رواية تاريخية ـ مرجعية متصلة بالحدث التاريخي، ومرجعية تخييلية مقترنة بالسرد الروائي.
لقد عمل إبراهيم نصر االله على نقل ما هو تاريخي/زمني بشأن شخصية ظاهر العمر الزيداني والأفعال التي قام بها إلى مستوى فني، في توليد الإحساس بصلته بالواقع في تمثيل التاريخ.
وثانيهما: القدرة على شحن بعض مفردات اللغة بدلالات خاصة من تقدم في نص الخطاب السردي على سبيل المثال الدلالات التالية التي ارتبطت بهذه الكلمة:
1.دلالة الحياه والموت.
2. دلالة على الحب.
3. دلالة على النور.